# Edgarite
L'edgarite è un minerale.

## Etimologia
Il nome è in onore del petrologo canadese Allan Edgar (1935-1998)